# Скатовка
Скатовка — село в Ровенском районе Саратовской области России, в составе Тарлыковского муниципального образования.
Основан как немецкая колония Штрауб в 1767 году
Население — 799 (2010)

## История
Основано как немецкая колония Штрауб в 1767 году. Также было известно как Альт-Штрауб и Визенталь. Официальное русское название — Скатовка. Основатели — 59 семей из Вейльбурга, Браунфельса, Изенбурга, Ганау и Дица. Вызывательская колония Леруа и Питета. Колония относилась к лютеранскому приходу Варенбург. До 1797 года колония относилась ко 2-му округу Питета и Леруа (Варенбургское владение) Саратовского уезда (с 1780 года — Камышинского уезда Саратовского наместничества) Астраханской губернии, с 1797 года — к Тарлыцкому колонистскому округу Камышинского уезда (с 1836 года — Новоузенского уезда) Саратовской губернии, с 1850 года — к Тарлыцкому колонистскому округу (с 1871 года — Тарлыцкой волости) Новоузенского уезда Самарской губернии.
В 1774 году колония разграблена пугачёвцами.
С 1918 года в составе Тарлыкской волости (с 1920 года — Тарлыкского района) Ровненского уезда Трудовой коммуны немцев Поволжья, с 1922 года — Куккусского кантона (с 1927 по 1935 год — в состав Зельманского кантона) АССР немцев Поволжья.
В голод 1921 года в селе родилось 98, умерли 332 человека. В 1926 году имелись сельсовет, сельскохозяйственная артель, сельскохозяйственное кооперативное товарищество, начальная школа. В 1927 году постановлением ВЦИК «Об изменениях в административном делении Автономной С. С. Р. Немцев Поволжья и о присвоении немецким селениям прежних наименований, существовавших до 1914 года» селу Скатовка Зельманского кантона присвоено название Штрауб.
В сентябре 1941 года немецкое население было депортировано.  На их место осенью 1941 года, в связи с наступлением немецко-фашистских войск, было эвакуировано украинское население из Луганской области. После Великой Отечественной войны большая часть населения не стала возвращаться в родные места, на Украину. Село, как и другие населённые пункты Куккусского кантона было включено в состав Саратовской области.

## Физико-географическая характеристика
Село находится в Низком Заволжье, относящемся к Восточно-Европейской равнине, в 2 км восточнее Волгоградского водохранилища. Первоначально село располагалось западнее, близ левого берега Волги, было перенесено на новое место в связи с заполнением Волгоградского водохранилища. Высота центра населённого пункта — 39 метров над уровнем моря. Ландшафт местности суббореальный умеренно континентальный, сухостепной, аллювиальный аккумулятивный. Для данного типа ландшафта характерны террасы крупных рек, плоские и волнистые, местами с балками и сельскохозяйственными землями. Почвы - каштановые.
По автомобильным дорогам расстояние до административного центра сельского поселения села Тарлыковка — 7 км, до районного центра посёлка Ровное составляет 27 км, до областного центра города Саратова — 81 км. У села проходит региональная автодорога Р226 (Волгоград — Энгельс — Самара)
Часовой пояс
Скатовка, как и вся Саратовская область, находится в часовой зоне МСК+1. Смещение применяемого времени относительно UTC составляет +4:00.

## Население
Динамика численности населения
| 1767 | 1773 | 1788 | 1798 | 1816 | 1834 | 1850 | 1859 | 1889 | 1897 | 1904 | 1910 | 1920 | 1922 | 1926 | 1931 | 2002 |
| ---- | ---- | ---- | ---- | ---- | ---- | ---- | ---- | ---- | ---- | ---- | ---- | ---- | ---- | ---- | ---- | ---- |
| 191  | 212  | 224  | 306  | 314  | 594  | 952  | 1176 | 2180 | 2050 | 2467 | 3847 | 2770 | 1790 | 1850 | 1988 | 745  |

| 2002 | 2010 |
| ---- | ---- |
| 744  | ↗799 |